# 黃胸管鼻蝠
黃胸管鼻蝠（学名：Murina bicolor）为蝙蝠科管鼻蝠屬下的一个种。种名 bicolor 意为“双色的”。